# Limnophyes seiryuijeus
Limnophyes seiryuijeus är en tvåvingeart som beskrevs av Sasa, Suzuki och Sakai 1998. Limnophyes seiryuijeus ingår i släktet Limnophyes och familjen fjädermyggor. Inga underarter finns listade i Catalogue of Life.